# 讓愛想起來
《讓愛想起來》，又被譯為在你成為回憶之前，是一套2004年7月6日起於週二22:00 - 22:54在CX放送的電視劇。全劇共11集。初集延長時數為10分鐘22:10 - 23:14播映。

## 劇情
原本佐伯奈緒與男友結成和也的感情穩定，論及婚嫁。但此時最親愛的姐姐卻不幸身亡，留下一夫一子。而其姊夫卻因受到重大打擊而喪失記憶。
奈緒一肩扛起了照顧姊夫與外甥的責任，但這卻也使得原先的生活起了變化。

## 登場人物

### 主要角色
佐伯奈緒（觀月亞里沙）
本劇主角。是一名服裝設計師。
望月光彦（椎名桔平）
奈绪的姐夫，因太大遭槍擊而身亡的重大打擊而導致喪失記憶。
富田千尋（加藤愛）
為服裝設計師，奈緒的後輩。喜歡和也。
結城和也（玉山鐵二）
奈緒的男友，在一家廣告公司工作。對於奈緒與光彥的過度親近感到不滿。
望月祐輔（廣田亮平）
光彦、美穂的幼子。

### 其他角色
望月美穂（森口瑤子）
奈绪的姐姐，為家庭主婦。遭槍擊而身亡。
阿久津順子（木村多江）
杉山悟（山口馬木也）
小野寺慶（松崎茂幸）
村岡優子（中山恵）
清原早苗（大塚良重）
藤嶋豪太（相島一之）
田邊芳子（草村禮子）
柏木孝行（平泉成）
佐伯正次郎（小野武彦）
堤繪里香（上原多香子）

## 播放
| 第1話                                                  | 2004年7月6日  | 消えてゆく愛   | 14.0% |
| 第2話                                                  | 2004年7月13日 | 新しい絆       | 13.7% |
| 第3話                                                  | 2004年7月20日 | 見知らぬ過去   | 12.2% |
| 第4話                                                  | 2004年7月27日 | 嵐の予感       | 12.4% |
| 第5話                                                  | 2004年8月3日  | 衝撃の告白     | 9.4%  |
| 第6話                                                  | 2004年8月10日 | 初めての嘘     | 11.7% |
| 第7話                                                  | 2004年8月17日 | 壊れてゆく愛   | 10.3% |
| 第8話                                                  | 2004年8月24日 | 哀しみの結末   | 10.1% |
| 第9話                                                  | 2004年8月31日 | 消せない疑惑   | 11.9% |
| 第10話                                                 | 2004年9月7日  | 過去への旅立ち | 11.7% |
| 最終話                                                 | 2004年9月13日 | 君を忘れない   | 12.1% |
| 平均收視率 11.8%（關東地區・Video Research收視率調查） |               |                |       |

## 主題曲
- 「ALL FOR YOU」（安室奈美惠）

## 外部連結
- CX官方資料（页面存档备份，存于）